# Declaració dels Drets de l'Home i del Ciutadà de 1793

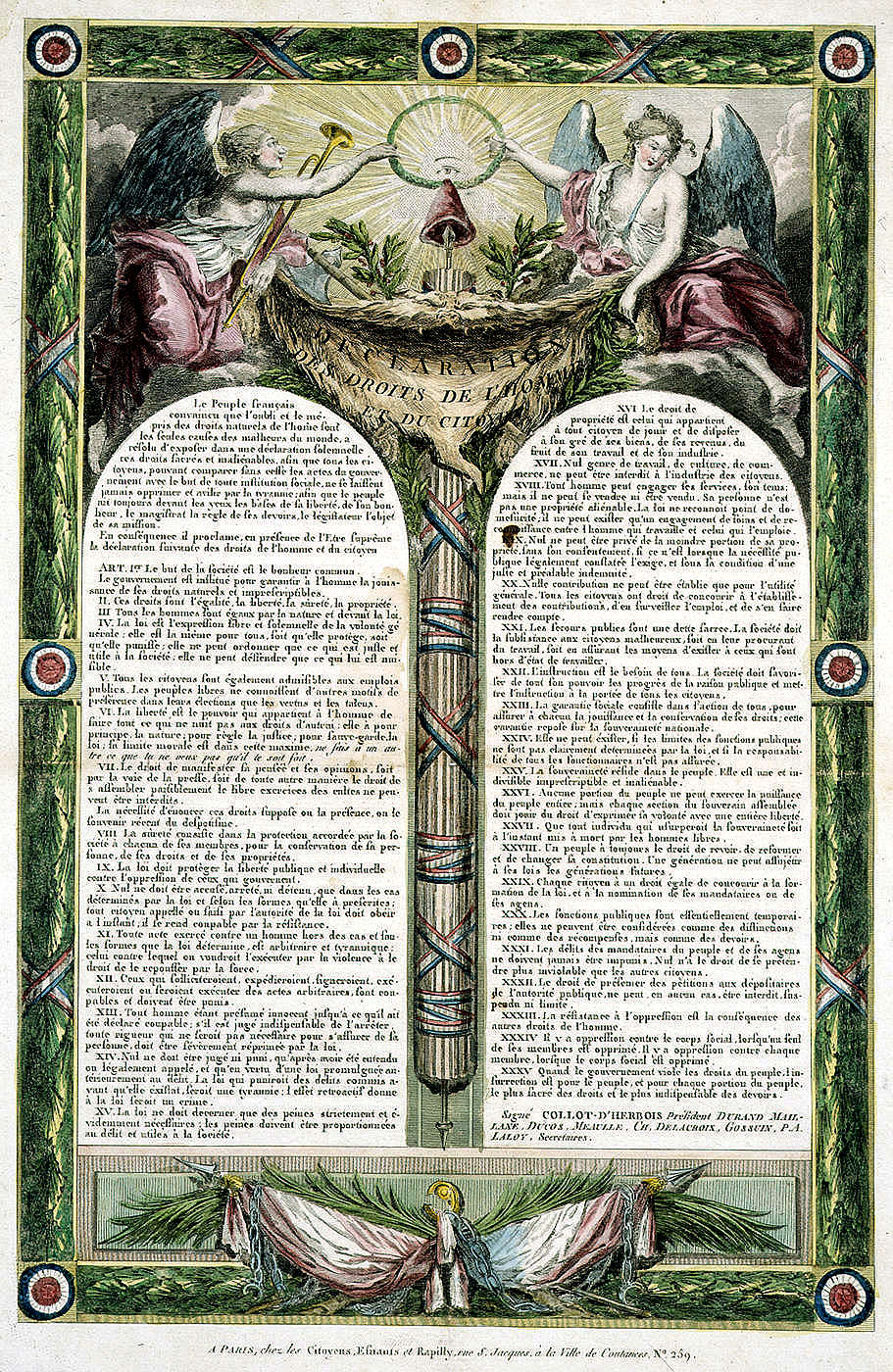
Declaració dels Drets de l'Home i del Ciutadà de 1793

La Declaració dels Drets de l'Home i del Ciutadà de 1793 va ser redactada per una comissió de la qual formaven part Saint-Just i Hérault de Séchelle.
La paternitat del text és sovint atribuïda en la seva major part a Hérault de Séchelle de qui l'estil però sobretot l'escriptura es troben a la majoria dels documents de treball d'aquesta comissió. Aquesta va anar a parar a la Constitució de l'any I que mai no va ser aplicada però la seva aplicació va ser sovint reclamada per l'esquerra francesa fins al començament del segle xx. El primer projecte de Constitució de 1946 feia d'altra banda referència a aquesta declaració drets.
El que distingeix la Declaració de 1793 de la de 1789, és la tendència igualitària que s'hi expressa.

## La igualtat, primerdret naturalde l'Home
La igualtat és la paraula d'ordre de la Declaració de 1793. Així des de l'article 3, és previst que "Tots els homes són iguals per naturalesa i davant la llei". La igualtat és també el primer dret presentat a l'article 2 (venen aleshores la llibertat, la seguretat i finalment la propietat). Per als redactors de la Declaració de 1793, la igualtat no és només civil (en drets), sinó també natural (article 3).
Existeix tanmateix en aquell temps un pensament segons el que, llibertat i igualtat poden esdevenir ràpidament contradictòries: és a dir, la llibertat no resol les desigualtats socials, en la mesura que existeixen desigualtats naturals. Si l'Estat es conforma a fer respectar la llibertat, i amb proclamar la igualtat natural, amb el temps la llibertat tindrà la raó de la igualtat social. La pregunta que sorgeix és de saber com es poden compensar les desigualtats socials. Així l'article 21 proclama el dret de tot ciutadà a l'assistència pública, aquest article reconeix que la societat és deutora al ciutadà d'una assistència, d'un dret al treball, cada ciutadà en virtut de la Declaració pot doncs reivindicar un treball. Dels invàlids se'n farà càrrec l'Estat. L'article 22, proclama el dret a la instrucció, garantit per un sistema educatiu nou encarregat de recuperar la càrrega antigament assumida per l'Església.
Aquests drets formen part del que es diu la segona generació dels drets humans, dels drets econòmics i socials. Aquests drets, aquesta igualtat natural, suposen una intervenció augmentada de l'Estat, el que està d'acord amb l'objectiu que es fixa a l'article primer: "la felicitat comuna".

## El respecte de la llibertat individual
La llibertat individual és tanmateix mantinguda i certs aspectes estan més ben definits que en la  Declaració de 1789. És a dir, la Declaració de 1793 preveu la llibertat de culte, la llibertat de comerç i d'indústria (reconeguda sense cap límit), la llibertat de premsa (igualment il·limitada), la llibertat de reunir-se en societats populars (article 122) i finalment el dret de petició (article 32).

## Insurrecció popular: el dret més sagrat, el deure més indispensable
El dret a la resistència contra l'opressió és valorat a la Declaració de 1793, ocupa tres articles, que precisen la seva forma i la seva extensió. Fins i tot quan aquesta opressió no ateny més que un sol individu, la resistència és possible. Aquesta resistència pot ser passiva (vaga) o bé activa (manifestació). La Declaració reconeix la insurrecció popular contra un poder opressiu, tirànic i despòtic com un deure. Aquest article serveix també per legitimar els esdeveniments del 10 d'agost de 1792, durant els que el Municipi de París transformat en Comuna insurreccional va obtenir la caiguda del rei. L'article més recurrent sobre aquest afer és el XXXVè i darrer article d'aquesta Constitució: "Quan el govern viola els drets del poble, la insurrecció és per al poble, i per a cada porció del poble el més sagrat dels drets i el més indispensable dels deures".

## Sobirania del poble
L'article 25 de la Declaració de 1793 precisa que la sobirania resideix en el poble. La Declaració de 1789 parlava simplement de sobirania nacional.